# بيلي هارت (أستاذ جامعي)
بيلي هارت (بالإنجليزية: Billy Hart)‏ هو معلم موسيقى أمريكي، ولد في 29 نوفمبر 1940 في واشنطن العاصمة في الولايات المتحدة.

## وصلات خارجية
- بيلي هارت على موقع IMDb (الإنجليزية)
- بيلي هارت على موقع ميوزك برينز (الإنجليزية)
- بيلي هارت على موقع أول ميوزيك (الإنجليزية)
- بيلي هارت على موقع ديسكوغز (الإنجليزية)